# Valverde (Catania)
Valverde é uma comuna italiana da região da Sicília, província de Catania, com cerca de 7.245 habitantes. Estende-se por uma área de 5 km², tendo uma densidade populacional de 1449 hab/km². Faz fronteira com Aci Bonaccorsi, Aci Castello, Aci Catena, Aci Sant'Antonio, San Giovanni la Punta, San Gregorio di Catania.

## Demografia
| Variação demográfica do município entre 1861 e 2011                               |
|                                                                                   |
| Fonte: Istituto Nazionale di Statistica (ISTAT) - Elaboração gráfica da Wikipedia |